# غريغور بارليتشيف
كان غريغور ستافريف بارليتشيف كاتبًا ومعلمًا ومترجمًا بلغاريًا. ولد في مدينة أوخريد الواقعة في الدولة العثمانية بتاريخ 18 يناير عام 1830، وتوفي في نفس المدينة بتاريخ 25 يناير عام 1893. يذكر التأريخ المقدوني أنه كان من أصل مقدوني، وذلك رغم أنه عد نفسه بلغاريًا.

## السيرة الشخصية
درس بارليتشيف في إحدى المدارس اليونانية بمدينة أوخريد. عمل كمدرس لغة يونانية في مدن تيرانا وبريليب وأوخريد خلال خمسينيات القرن التاسع عشر. بدأ بارليتشيف بدراسة الطب في مدينة أثينا في عام 1858، بيد أنه انتقل إلى كلية اللسانيات في عام 1860. شارك في المسابقة الشعرية السنوية التي عقدت في أثينا خلال نفس العام، وفاز بالجائزة الأولى عن قصيدته «أوه أرماتوليوس» المكتوبة باللغة اليونانية. عرِض عليه منح للدراسة في جامعتي أكسفورد وبرلين بعد حصوله على لقب «هوميروس الثاني». كان يتظاهر بكونه يوناني الأصل آنذاك، ولكن الرأي العام في أثينا أكد حقيقة أصله غير اليوناني. رفض بارليتشيف، الذي أصيب بخيبة أمل، المنح الدراسية المعروضة عليه، وعاد أدراجه إلى أوخريد خلال العام التالي.
انخرط بارليتشيف في صفوف النضال من أجل نيل الكنيسة والمدارس البلغارية لاستقلالهما في عام 1862، وذلك رغم أنه واصل تدريس اللغة اليونانية. عاد إلى أوخريد، ودعا إلى إسقاط اللغة اليونانية من أسماء مدارس وكنائس المدينة والاستعاضة عنها بأسماء بلغارية، وجاء ذلك بعد مكوثه في القسطنطينية لوهلة من الزمن بقصد الاطلاع على الأدب السلافوني الكنسي في عام 1868. ألقي القبض على بارليتشيف، وقضى عدة أشهر في سجن عثماني خلال نفس العام، وذلك بعد أن رفع أسقف يوناني في أوخريد شكوىً بحقه. بدأ بدراسة اللغة البلغارية القياسية أو اللغة السلافونية (مثلما أشار إليها) خلال تلك الفترة. منذ ذاك الحين وحتى وفاته، واصل بارليتشيف الكتابة باللغة البلغارية حصرًا.
درّس بارليتشيف اللغة البلغارية في عدد من مدن الدولة العثمانية، ومن بينها ستروغا وغابروفو وبيتولا وأوخريد وسالونيك بدءًا من عام 1869. أخذ زمام المبادرة مستحدثًا المدرسة البلغارية الثانوية للبنين في مدينة سالونيك. ترجم بارليتشيف قصيدة «أوه أرماتوليوس» (الحائزة على جوائز عدة) إلى اللغة البلغارية في عام 1870، وذلك بهدف تعزيز شعبية أعماله السابقة المكتوبة باللغة اليونانية بين القراء البلغار. كذلك ألف قصيدةً أخرى بعنوان «إسكندر بك». كان بارليتشيف أول من ترجم ملحمة الإلياذة لهوميروس في عام 1871، وذلك رغم تعرض أسلوبه اللغوي للانتقاد. لجأ بارليتشيف إلى استعمال مزيج خاص جمع ما بين اللغة السلافونية الكنسية ولهجته الأوخريدية المحلية. وبالتالي، يعتبر أحد الشخصيات المؤسسة لأدب اللغة المقدونية التي خضعت للتوحيد في ما بعد. انتقل بارليتشيف إلى سالونيك في عام 1883، وعمل كمعلم في مدرسة سالونيك البلغارية الثانوية للبنين (1883 - 1889). كتب سيرته الذاتية خلال فترة إقامته. عاد إلى أوخريد بعد تقاعده في عام 1890، وتوفي هناك.
كذلك كان نجل بارليتشيف، المدعو كيريل بارليتشيف، عضوًا بارزًا فِی الحركة الثورية في مقدونیا، وواحدًا من الشخصيات البلغارية العامة.

## اللغة
أتقن بارليتشيف الكتابة باليونانية حين كان طفلًا، وأصبح يجيد اللغة اليونانية الفصيحة أفضل من متحدثي اللغة الأصليين في ما بعد. ومع ذلك، كان بارليتشيف يفتقر إلى المعرفة الوافية باللغة البلغارية القياسية حين غدا راشدًا، وذلك رغم أنه اعتبر نفسه بلغاري الهوية، والتي بدت له كـ«لغة أجنبية». لم يباشر بتعلم القراءة والكتابة باللغة البلغارية إلا بعد عودته من أثينا في عام 1862. كتب بارليتشيف في سيرته الذاتية: «كانت وما زالت لغتي البلغارية ركيكة»، مضيفًا: «كنت أغني مثل البجعة باليونانية، أما الآن فلا أستطيع حتى أن أغني مثل الحمار بالسلافية».